# Sover
Sover é uma comuna italiana da região do Trentino-Alto Ádige, província de Trento, com cerca de 904 habitantes. Estende-se por uma área de 14 km², tendo uma densidade populacional de 65 hab/km². Faz divisa com Altavalle, Bedollo, Capriana, Lona-Lases, Segonzano e Valfloriana.